# Храм Покрова Божией Матери (Москва, Пречистенка)
Хра́м Покрова Божией Матери — малый храм храмового комплекса храма Христа Спасителя, кафедрального собора Русской православной церкви, расположенного в Москве, на улице Волхонке. Малый храм, построенный с храмом Христа Спасителя в едином русско-византийском архитектурном стиле, находится на нижней площадке, перед западным порталом главного храма храмового комплекса, входит с ним в единый ансамбль, являясь его продолжением, который был построен в 1990-х годах, является воссозданием одноимённого храма, разрушенного в 1931 году и самым большим православным храмом России. Малый Покровский храм, как и сам храм Христа Спасителя, находится в центральной части города Москвы. Главный храмовый ансамбль комплекса находится на возвышении и окружён небольшим парком с комплексом зданий и сооружений религиозного и светского назначения. В комплекс храма Христа Спасителя входит также бревенчатый храм-часовня Державной иконы Божией Матери — предтеча современного храма Христа Спасителя, расположенный в парковой зоне комплекса.

## История строительства комплекса
Первоначальное здание храма Христа Спасителя было разрушено 5 декабря 1931 года в результате сталинской реконструкции Москвы. На месте храма был построен бассейн «Москва». Здание храма Христа Спасителя вместе с малым Покровским храмом было возведено на основании бассейна в 1994—1999 годах. В апреле 1988 года в Москве была организована инициативная группа воссоздания храма Христа Спасителя, одной из идей которой было покаяние перед Русской православной церковью за разрушение архитектурного памятника и главного православного храма России. Группа распространяла информацию, не допускавшуюся в официальной риторике атеистического СССР, однако после празднования 1000-летия Крещения Руси отношении к церкви и религии смягчилось. В сентябре 1989 года инициативная группа сформировалась православную общину, организовала «народный референдум» за возрождение храма, поддержанный тысячами советских граждан. Первый Фонд восстановления храма Христа Спасителя был создан национально-патриотическими силами уже в 1989 году. Однако собранные средства к 1992 году почти полностью обесценились из-за инфляции.
5 декабря 1990 года на месте будущей стройки установили гранитный закладной камень малого храма-предтечи храма Христа Спасителя — бревенчатого храма-часовни иконы Божией Матери «Державная», строительство которого было окончено в 1995 году; в 1992 году был основан Фонд финансовой поддержки воссоздания храма Христа Спасителя. Планировалось, что фонд не будет использовать бюджетных ассигнований, но указом Бориса Ельцина для организаций, жертвующих деньги на восстановление и участвующие в восстановлении, были установлены налоговые льготы.
С 1994 по 2002 год пожертвования поступили от сотен тысяч российских граждан, от российских и зарубежных компаний. Известно, что для начала строительства использовали деньги, которые внёс Военно-промышленный банк, — 50 млн рублей.
31 мая 1994 года Московской патриархией и мэрией города было принято постановление о начале строительных работ по восстановлению храма. Совет по воссозданию храма возглавили патриарх Алексий II, мэр Москвы Юрий Лужков, профессора Российской академии художеств Николай Пономарёв, Михаил Аникушин, скульптор Зураб Церетели, архитектор Михаил Посохин (сын главного архитектора Москвы 1960-х годов) и другие. На протяжении советского периода иконописные школы в России, поэтому многие навыки росписи были забыты. Для подготовки художников по оформлению храма было открыто специальное отделение церковно-исторической живописи при Петербургском институте живописи, скульптуры и архитектуры имени Репина.
Проект нового храма выполнен архитекторами Михаилом Посохиным, Алексеем Денисовым и другими. Хотя восстановление храма было поддержано многими общественными группами, его строительство сопровождалось протестами и обвинениями городских властей в коррупции. Через некоторое время Денисов отошёл от работ, его место занял Зураб Церетели, который окончил строительство. Скульптор изменил первоначальный проект и ввёл новые детали во внешнее убранство храма. При Церетели белокаменные стены были украшены мраморными композициями (оригиналы хранятся в Донском монастыре) и бронзовыми горельефами. Роспись интерьеров храма провели рекомендованные Церетели художники, однако культурная ценность этих росписей также стала предметом спора. Первоначальная белокаменная облицовка была заменена на мраморную, а золочёная кровля крыш, кроме куполов, была сделана на основе нитрида титана. Бронзовые медальоны были изготовлены и хранились в мастерских вплоть до 2010 года, когда были наконец установлены. В 1995 году на заседании искусствоведческой комиссии было принято решение поднять на него бронзовые медальоны. На сайте Академии художеств сообщается, что Церетели восстановил 6 крестов, 16 врат и большие люстры собора. Под руководством народного художника России Юрия Орехова над скульптурным оформлением храма работали мастера Иулиан Рукавишников, Владимир Цигаль, Татьяна Соколова, Александр Белашов, Михаил Дронов и другие. Для помощи в работе отечественных специалистов был организован фонд «Скульптор».
Вице-президент Академии художеств Ефрем Зверьков способствовал организации всероссийских конкурсов по оформлению собора и Покровского храма. Наиболее масштабные работы по росписям сводов главного купола и приделов, а также барабана были выполнены мастерами под руководством Зураба Церетели. Координационной группой специалистов по художественному убранству храмового комплекса руководил член художественной комиссии, священник, впоследствии протоиерей, Леонид Калинин.
Новый Храм Христа Спасителя и Покровский малый храм были воссозданы к 1999 году. Сооружение храма Христа Спасителя стало двухуровневым: с храмом Спаса Преображения в цокольном этаже. За три года до этого, в августе 1996 года, в день Преображения Господня, патриарх Алексий II совершил чин освящения нижнего Спасо-Преображенской церкви храма Христа Спасителя, провёл в нём первую литургию. 31 декабря 1999 года верхний храм был открыт для посещения. В ночь с 6 на 7 января 2000 года была отслужена первая торжественная Рождественская литургия. 19 августа того же 1996 года состоялось великое освящение Покровского храма участниками Архиерейского собора РПЦ.

## Архитектура храмового комплекса
Храм Христа Спасителя имеет статус патриаршего подворья и является коллективным кенотафом воинов Русской императорской армии, погибших в войне с Наполеоном. На внешних сторонах стен храма начертаны имена офицеров, павших в войне и Заграничных походах 1797—1806 и 1813—1814 годов. Собор Христа Спасителя выполнен в русско-византийском стиле из белого мрамора с золотыми главами и медными барельефами. Малый храм Покрова Божией Матери одноглавый, также построен в русско-византийском архитектурном стиле и имеет схожий с главным храмом внешний вид. Покровский храм находится при западном входе в главный храм комплекса. По обеим сторонам от храма на верхнюю площадку к собору идут две каменные лестницы. Покровский храм также, как и главный храм, из белого мрамора, единственная его глава тоже луковичного типа и она также золотая, как и у храма Христа Спасителя. Храм имеет в высоту три этажа, прямоугольную форму в плане и одну главу по центру крыши; над каждым из четырёх фасадов возвышаются килевидные арки, с восточной стороны храма расположен портал, выходящий на нижний ярус площадки. С боковых фасадов находится по одному высокому килевидному окну. На входе в Покровский храм стоят высокие резные двери с вырезанными в них барельефами, над входом, над апсидой и над окнами, под килевидными арками сводов здания находятся круглые лжеокна, по одному с каждой из четырёх сторон, с круглым мраморным барельефом в оконной нише. В отличие от храма Христа Спасителя, все скульптурные барельефы храма Покрова Богородицы сделаны из белого мрамора. Находясь перед фасадом главного храма единого храмового ансамбля, Покровский храм имеет вид как бы преддверия; сильно контрастируя размерами с огромным, величественным храмом Христа Спасителя, малый одноглавый Покровский храм тем не менее является с ним единым целым, комплексом, притворяя собой вход в главный православный храм России.

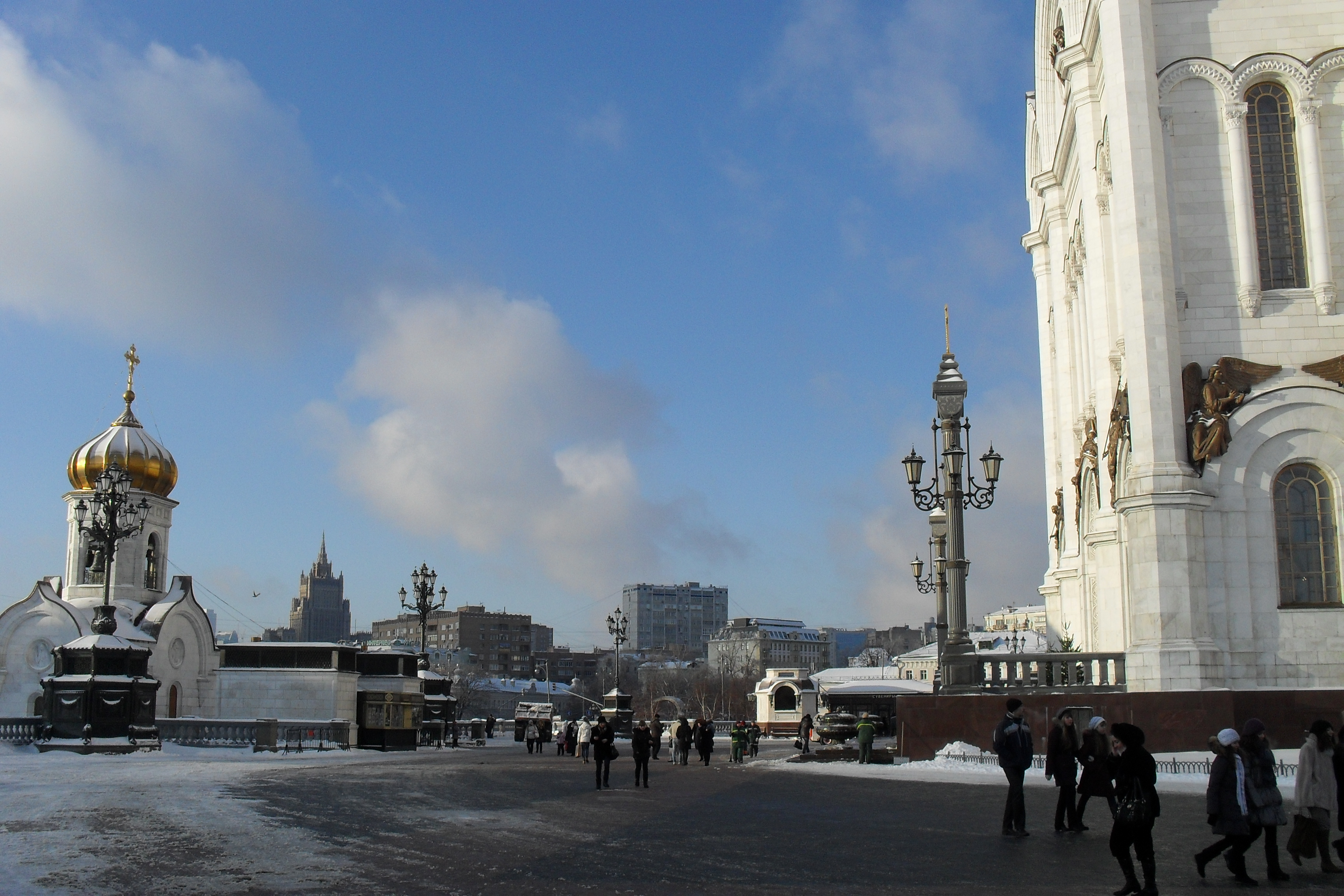
Площадка между храмами Христа Спасителя и Покрова, сравнение размеров зданий
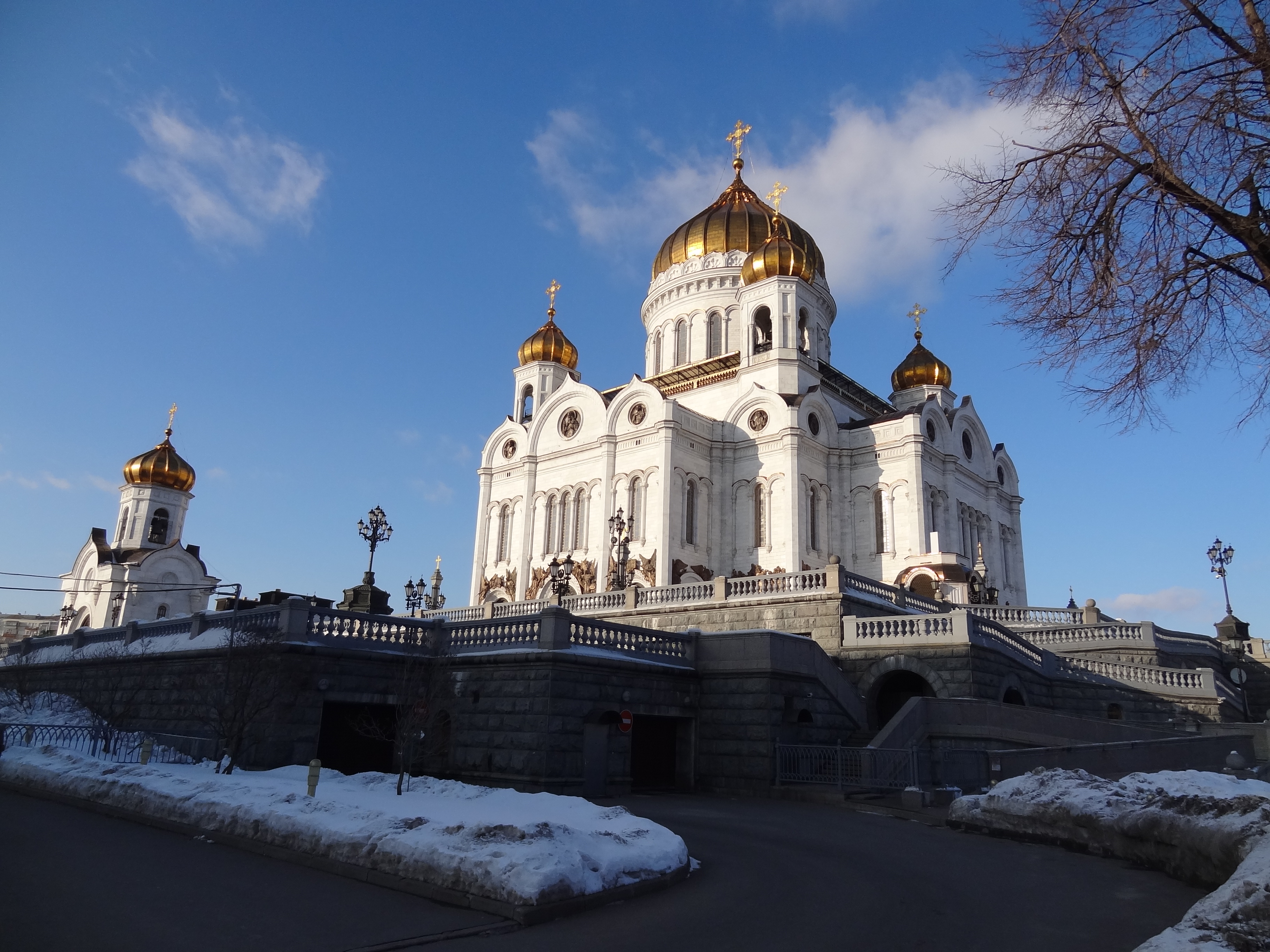
Храм Христа Спасителя и Покровский малый храм
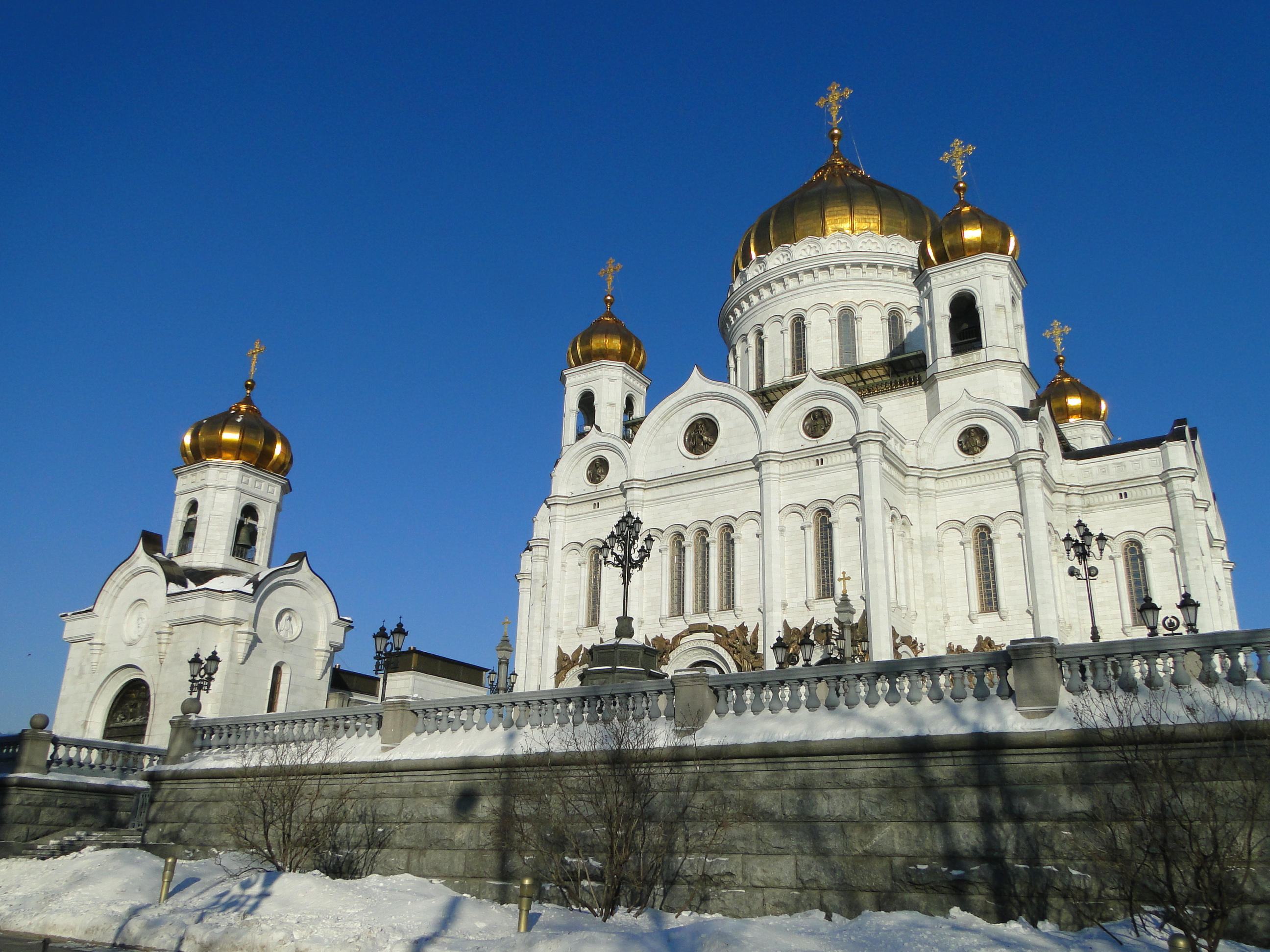
Храм Христа Спасителя и вид на Покровский храм с южной стороны
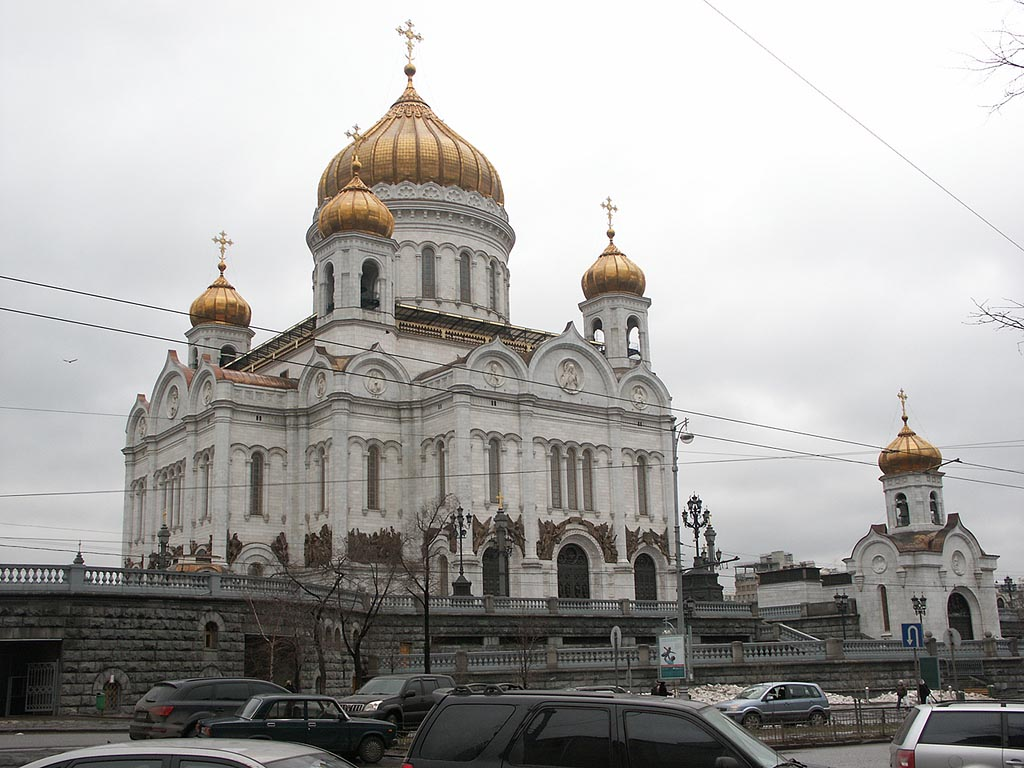
Храм Христа Спасителя и вид на Покровский храм с северной стороны